# Incilius cycladen
Incilius cycladen é uma espécie de anfíbio anuro da família Bufonidae. É considerada espécie vulnerável pela Lista Vermelha do UICN. É endémica do México.